# Ankajos
Ankajos albo Wielki Ankajos (gr. Ἀγκαῖος Ankajos) – król Tegei w Arkadii; jeden z Argonautów. Postać z mitologii greckiej.
Ankajos był synem Posejdona lub Likurga, władcy Tegei. Jego matką była Kleofyle (lub Euronyme). Wziął udział w wyprawie Argonautów, występuje zarówno na liście Apolloniusza Rodyjskiego, jak i Apollodora. Po śmierci Tifysa, sternika „Argo”, zgłosił się wraz z Erginosem, Naupliosem i Eufemosem, by poprowadzić okręt. Ostatecznie to on został wybrany nowym sternikiem i dobrze wywiązał się z powierzonego mu zadania.
Istnieją dwie wersje śmierci Ankajosa, w obydwu sprawcą śmierci jest dzik. Pierwsza wiąże się z wątkiem powrotu Argonautów. Ankajos powrócił do swego pałacu, gdzie przed wyprawą wieszczek przepowiedział mu, że nie skosztuje nigdy wina z winorośli, którą przed wyprawą zasadził. W dniu powrotu zawiadomiono Ankajosa, że jego marszałek zebrał właśnie pierwsze owoce z tego krzewu. Ankajos napełnił puchar i z wyrzutem przypomniał wieszczkowi, że fałszywie prorokował. Ten jednak odparł: Panie niejedno jeszcze może się wydarzyć między ustami a brzegiem pucharu!. W tej chwili wpadł sługa z wiadomością, że dzik wdarł się do winnicy i tratuje ją. Ankajos odstawił puchar, chwycił broń i wybiegł z pałacu. Dzik jednak ukrył się w winnicy, wypadł na Ankajosa z ukrycia i go zabił.
Druga opowieść umieszcza Ankajosa wśród myśliwych zebranych na łowy kalidońskie wraz z Kefeusem, który uchodzi w niej za jego brata, i siostrzenicą Atalantą. Początkowo Kefeus i Ankajos nie chcieli się zgodzić na udział w łowach, w których uczestniczyć będzie również kobieta. Meleager, który w międzyczasie zakochał się w Atalancie, oznajmił jednak w imieniu króla Ojneusa, że jeśli Atalanta nie będzie mogła wziąć udziału w łowach, odwoła je. Kiedy rozpoczęły się łowy, Ankajos, widząc kłopoty innych, zaczął z nich drwić, wołając: Spójrzcie na mnie. Wyrzucił w stronę dzika topór, nie trafił weń jednak i po chwili leżał martwy z wyprutymi wnętrznościami.
Mit o śmierci Ankajosa jest przypowieścią moralną mówiącą o niebezpieczeństwach związanych ze zbyt wielką sławą, bogactwem lub dumą. Królewska śmierć od kłów dzika nawiązuje do śmierci Adonisa, a wcześniej syryjskiego Tammuza czy Zeusa kreteńskiego.